# لدنیتسه
لدنیتسه (به چکی: Ledenice) یک منطقهٔ مسکونی در جمهوری چک است که در شهرستان چسکه بودیوویتسه واقع شده‌است. لدنیتسه ۳۴٫۵۵ کیلومتر مربع مساحت و ۲٬۲۳۹ نفر جمعیت دارد و ۵۱۵ متر بالاتر از سطح دریا واقع شده‌است.